# Rochefortia acrantha
Rochefortia acrantha är en strävbladig växtart som beskrevs av Ignatz Urban. Rochefortia acrantha ingår i släktet Rochefortia och familjen strävbladiga växter. Inga underarter finns listade i Catalogue of Life.